# Wolf Blitzer
Wolf Isaac Blitzer, född 22 mars 1948 i Augsburg, Tyskland, är en amerikansk journalist och författare. Han är mest känd som nyhetsankare i den amerikanska TV-kanalen CNN.
Blitzer kom som barn till USA tillsammans med sina föräldrar som var judiska immigranter från Tyskland, och han växte upp i Buffalo, New York. Han inledde sin journalistiska karriär 1972 som Tel Aviv-reporter för Reuters. 1973 blev han Washington-korrespondent för den engelskspråkiga utgåvan av The Jerusalem Post, ett jobb han hade tills han började som reporter på CNN 1990. Han leder där programmen The Situation Room som sänds varje vardag, samt CNN Newsroom. Blitzer är utöver detta huvudankare under CNN:s bevakning av de amerikanska presidentvalen, ett ansvar han haft sedan 2004. Känd för sin Mellanöstern-expertis, var han fältreporter under kriget mellan Israel och Hizbolla 2006, och han återvände till regionen 2012 med sin CNN-kollega Anderson Cooper. Blitzer spelade sig själv i Bondfilmen Skyfall.